# Samazan
Samazan (gaskognisch: Samasan) ist eine französische Gemeinde mit 855 Einwohnern (Stand: 1. Januar 2022) im Département Lot-et-Garonne in der Region Nouvelle-Aquitaine. Die Gemeinde gehört zum Arrondissement Marmande und zum Kanton Marmande-2. Die Einwohner werden Samazanais genannt.

## Geografie
Samazan liegt etwa 71 Kilometer südöstlich von Bordeaux an der Avance, einem Nebenfluss der Garonne.
Umgeben wird Samazan von den Nachbargemeinden Montpouillan im Norden und Westen, Fourques-sur-Garonne im Nordosten, Sainte-Marthe im Südosten, Bouglon im Süden sowie Guérin im Westen und Südwesten.
Durch die Gemeinde führt die Autoroute A62.

## Bevölkerungsentwicklung
| Jahr                       | 1962 | 1968 | 1975 | 1982 | 1990 | 1999 | 2006 | 2013 | 2018 |
| Einwohner                  | 749  | 745  | 642  | 683  | 732  | 748  | 831  | 838  | 884  |
| Quellen: Cassini und INSEE |      |      |      |      |      |      |      |      |      |

## Sehenswürdigkeiten

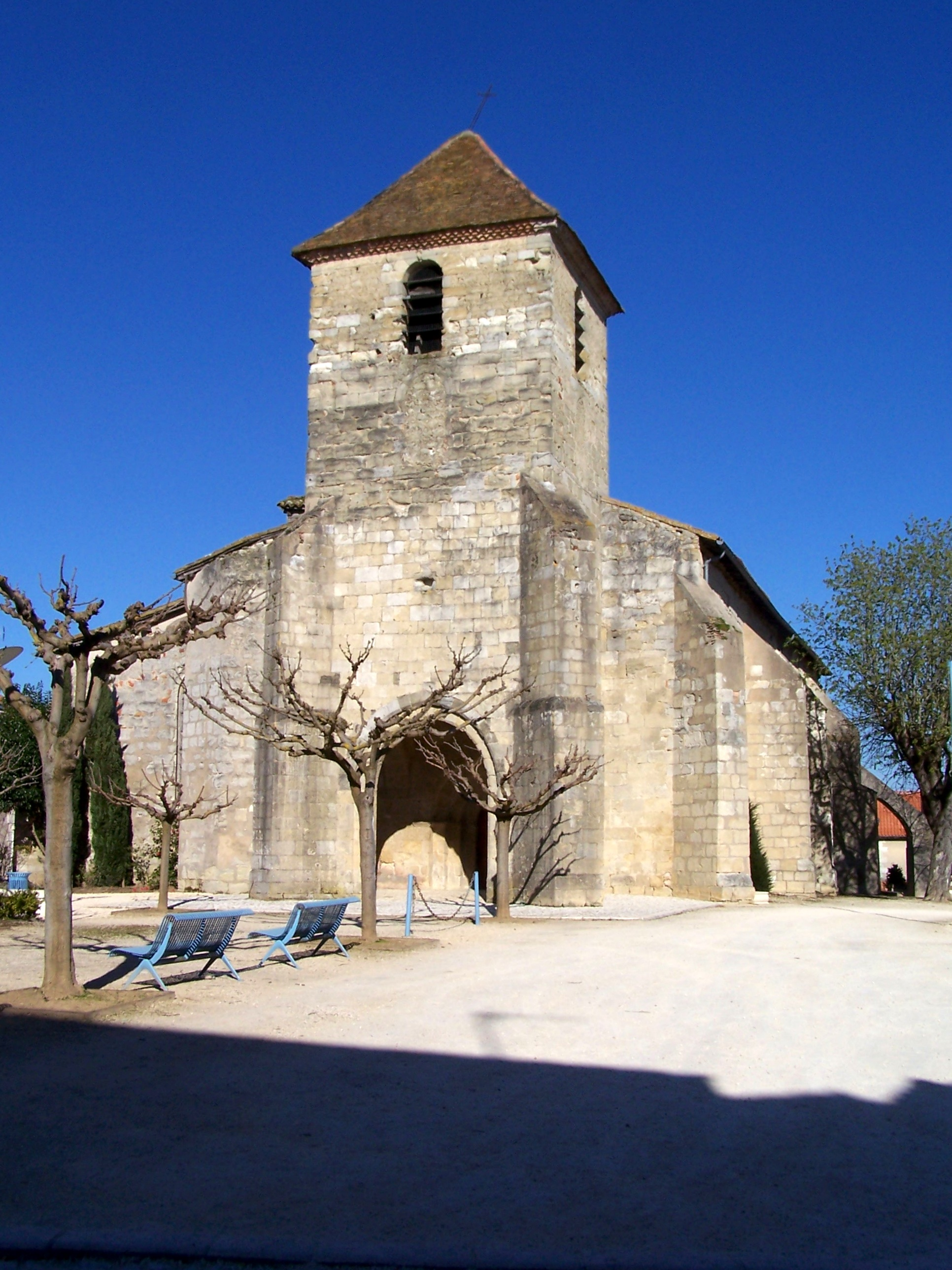
Kirche Saint-Pierre

- Kirche Saint-Pierre, um 1560 erbaut
- Schloss Samazan, im 13./14. Jahrhundert als festes Haus errichtet, im 16. Jahrhundert wieder errichtet, heutiges Gebäude aus dem 19. Jahrhundert
- Schloss Pardiac (auch Schloss Pomyers) aus dem 19. Jahrhundert